# VIA Vinyl Audio

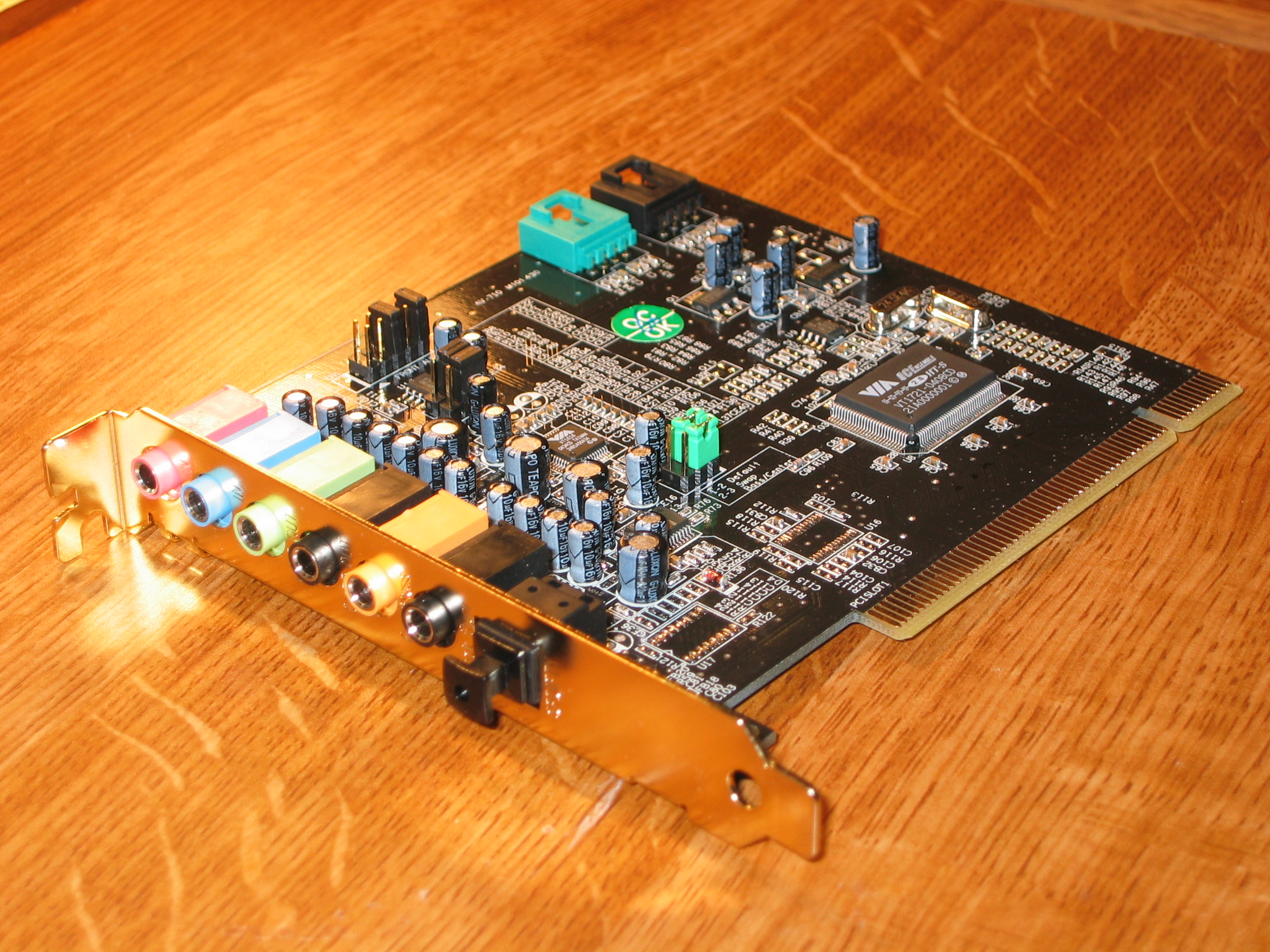
PCI Envy24HT-S

VIA Vinyl Audio ist ein Sammelbegriff von VIA Technologies für die Audiolösungen des Unternehmens. Diese Lösungen bestehen zum einen aus hochwertigen dedizierten Soundchips der Envy24-Serie für Soundkarten als auch aus Audio-Codecs nach dem AC97- und HDA-Standard für die Integration auf Hauptplatinen.

## Geschichte
Ursprünglich wurden die Soundlösungen der kalifornischen Firma IC Ensemble Ende der 1990er Jahre entwickelt. VIA hat diese Firma im Jahr 2000 für ca. 11 Millionen US-Dollar übernommen. Seitdem wird die Entwicklung unter dem Namen VIA Vinyl Audio fortgeführt.

## Dedizierte Soundchips

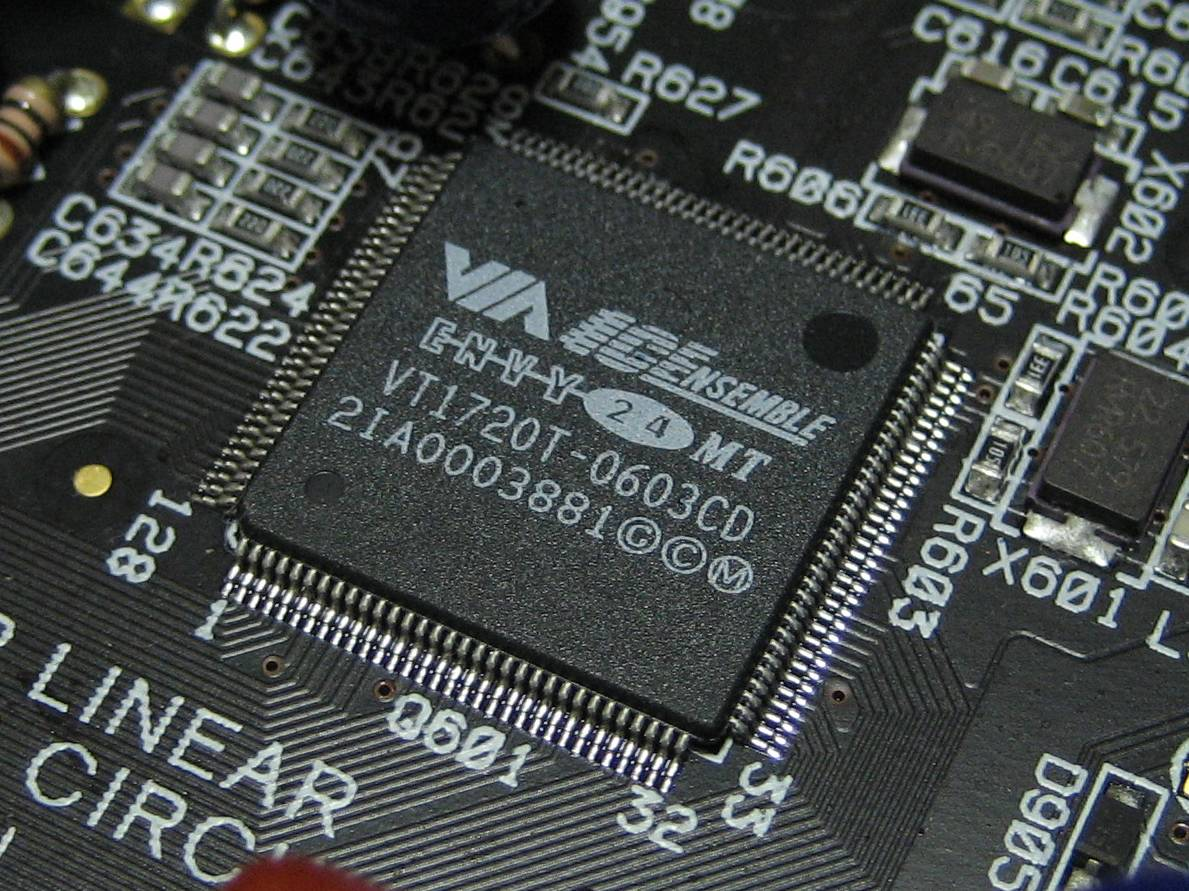
VIA Envy24MT

Basierend auf den Entwicklungen von IC Ensemble bietet VIA Technologies mehrere Soundchips unter dem Namen Envy24 oder Tremor an. Diese Chips unterscheiden sich hauptsächlich in der maximalen Abtastrate und Abtast-Auflösung.
- Envy24 (VT1712)
  - M-Audio Delta 44, 66 und 1010 LT
  - Terratec Phase 88
  - Terratec EWX 24/96
- Envy24HT (VT1724)
  - AMP AUDIO2000
  - Terratec Aureon 5.1 Sky
  - Terratec Aureon 7.1 Space/Universe
  - Terratec DMX 6fire
  - Terratec EWS88 D, EWS88 MT
  - Terratec Phase 28
  - M-Audio Revolution 7.1 und Audiophile 192
  - Onkyo SE-200PCI
  - AudioTrak Prodigy 192, 7.1 (HIFI/LT/XT) und HD2
  - Hercules Fortissimo IV
  - ESI Juli@
  - Pontis MS300
  - EGO-SYS WaveTerminal 192M
  - Albatron K8X800 Pro II
  - Chaintech ZNF3-150/250, 9CJS und AV-710
  - Shuttle SN25P
- Envy24HT-S (VT1721)
  - Terratec Phase 22
  - ESI Juli@
  - ESI Juli@XTe
- Envy24GT (VT1722)
  - M-Audio Revolution 5.1
- Envy24MT (VT1720T)
  - Onkyo SE-90PCI
- Envy24PT (VT1720)
- Tremor (VT1723)

### Funktionsumfang
| Ausstattungsmerkmal         | Envy24                   | Envy24HT    | Envy24HT-S  | Envy24GT                  | Envy24MT                        | Envy24PT                  | Tremor      |
| --------------------------- | ------------------------ | ----------- | ----------- | ------------------------- | ------------------------------- | ------------------------- | ----------- |
| max. Analog-Ausgänge:       | 8                        | 8           | 8           | 6                         | 2                               | 8                         | 6           |
| max. Analog-Eingänge:       | 8                        | 4           | 2           | 4                         | 2                               | 2                         | 2           |
| max. Analog-Auflösung:      | 24 Bits                  | 24 Bits     | 20 Bits     | 24 Bits                   | 24 Bits                         | 20 Bits                   | 20 Bits     |
| max. Analog-Abtastrate:     | 96 kHz                   | 192 kHz     | 48 kHz      | 96 kHz                    | 192 kHz                         | 48 kHz                    | 48 kHz      |
| max. Digital-Auflösung:     | 24 Bits                  | 24 Bits     | 24 Bits     | 24 Bits                   | 24 Bits                         | 24 Bits                   | 24 Bits     |
| max. Digital-Abtastrate:    | 96 kHz                   | 192 kHz     | 192 kHz     | 96 kHz                    | 192 kHz                         | 96 kHz                    | 96 kHz      |
| vorgesehenes Einsatzgebiet: | Soundkarten, Audiogeräte | Soundkarten | Soundkarten | Soundkarten, Media Center | Notebooks, IA-Geräte, CE-Geräte | Mainboards, Spielkonsolen | Soundkarten |

## Audio-Codecs
AC97- und HDA-Codecs werden auf modernen Hauptplatinen als Ersatz für dedizierte Soundchips eingesetzt. Sie sind allerdings hinsichtlich ihrer Fähigkeiten und der Qualität einer dedizierten Lösung unterlegen.
- VT1613
- VT1618
- VT1708, VT1708A (S/PDIF in)

### Funktionsumfang
| Ausstattungsmerkmal         | VT1613                                            | VT1618                                              | VT1708                             |
| --------------------------- | ------------------------------------------------- | --------------------------------------------------- | ---------------------------------- |
| Codec-Typ:                  | AC97                                              | AC97                                                | HDA                                |
| max. Analog-Ausgänge:       | 2× Stereo                                         | 8× Stereo                                           | 4× Stereo                          |
| max. Analog-Eingänge:       | 4× Stereo, 2× Mono                                | 5× Stereo, 3× Mono                                  | 4× Stereo                          |
| max. Analog-Auflösung:      | 20 Bit                                            | 20 Bit                                              | 24 Bit                             |
| max. Analog-Abtastrate:     | 96 kHz                                            | 96 kHz                                              | 192 kHz                            |
| max. Digital-Auflösung:     | 20 Bit                                            | 20 Bit                                              | 24 Bit                             |
| max. Digital-Abtastrate:    | 96 kHz                                            | 96 kHz                                              | 96 kHz                             |
| vorgesehenes Einsatzgebiet: | Mainboards, Notebooks, IA-Geräte, USB-Audiogeräte | Soundkarten, Mainboards, Notebooks, USB-Audiogeräte | Soundkarten, Mainboards, Notebooks |